# Comedores Compulsivos Anônimos
Comedores Compulsivos Anônimos (CCA) é uma Irmandade de indivíduos que, compartilhando experiências, força e esperança estão se recuperando do comer compulsivo. Em CCA damos as boas-vindas a todos que desejam parar de comer compulsivamente. Não há taxas ou mensalidades para ser membro de CCA; somos autossustentados por meio de nossas próprias contribuições, não solicitando nem aceitando doações de fora. CCA não se filia a nenhuma organização pública ou privada, movimento político, ideologia ou doutrina religiosa; não tomamos posição em assuntos externos. Nosso propósito primordial é abster-nos do comer compulsivo e dos comportamentos alimentares compulsivos e transmitir esta mensagem de recuperação aos que ainda sofrem.
O CCA foi criado em janeiro de 1960 em Los Angeles, nos Estados Unidos, por algumas frequentadoras de Alcoólicos Anônimos com transtornos alimentares, e todo o programa de CCA - Comedores Compulsivos Anônimos foi baseado em AA, utilizam inclusive, os doze passos e doze tradições, substituindo as palavras álcool e alcoólico para comida e comedor compulsivo.
Hoje, o CCA está presente em mais de 75 países com aproximadamente 6.500 grupos formados.
Para participar e ser membro de CCA, o único requisito é o desejo de parar de comer compulsivamente, conforme descrito na Terceira Tradição.
Em CCA não existem regras sobre como se alimentar, cada um é livre para fazer seu próprio plano alimentar, de acordo com suas necessidades e/ou possibilidades.
CCA sugere a utilização de nove instrumentos de recuperação: um plano alimentar, reuniões, telefone, serviço, anonimato, apadrinhamento, literatura, plano de ação e escritos.

## Literatura
Literatura aprovada pela Conferência Mundial de CCA/OA e impressa por JUNCCAB: órgão que possui os direitos autorais no Brasil.

### Livros
- Abstinência
- Caderno de Estudo do Vozes
- Caderno de Estudos do Para Hoje
- Comedores Compulsivos Anônimos (Livro Marron)
- Manual de Workshop de Estudo dos Passos
- Os Doze Passos e As Doze Tradições de CCA
- Para Além dos nosso mais ardentes sonhos
- Para Hoje
- Seleções Lifeline
- Um Novo Começo
- Vozes de Recuperação (Uma leitura diária)

### Cartões
- Coloco Minhas Mãos nas Suas
- Um dia de cada vez (Oração da Serenidade)
- Cartão de Mesa (Orações) Tamanhos P e G
- Cartão de Mesa (Anonimato-Compromisso) Tamanhos P e G

### Folhetos
- 15 Perguntas
- Antes de dar aquela primeira mordida compulsiva, lembre-se que...
- Apadrinhando através de 12 Passos
- Apresentando CCA para profissionais da saúde
- As Doze Tradições de CCA
- Bem-vindo de Volta
- CCAs em Recaída
- Damos boas vindas aos homens que desejam parar de comer compulsivamente
- Dignidade de Escolha - exemplos de planos alimentares
- E se não acredito em Deus?
- Kit Anorexia e Bulimia
- Lista de Verificação de Recuperação
- Manual de CCA para Membros, Grupos e Órgãos de Serviço
- Os 12 Conceitos de CCA
- Os instrumentos de recuperação
- Para a Família do Comedor Compulsivo
- Para os adolescentes
- Perguntas e Respostas
- Para o Recém Chegado
- Se Deus falasse ao CCA
- Sétima Tradição de CCA
- Sobre CCA
- Uma Solução Comum: Diversidade e Recuperação
- Um compromisso com a abstinência
- Um Guia para Padrinhos
- Um plano alimentar
- Um programa de recuperação
- Você alcançou o peso desejado, e agora?

### Mini Folheto
- Lembretes de bolso para membros de CCA
- Só por hoje

### Livreto
- Caderno de Estudos dos 12 Passos de CCA
- Manual do 12º Passo da Irmandade